# Anastazja Czarnogórska
Anastazja Czarnogórska (ur. 23 grudnia 1868 w Cetynii, zm. 25 listopada 1935 w Antibes) – królewna Czarnogóry, wielka księżna Rosji, siostra Milicy.
Księżniczka Anastazja była córką Mikołaja I Petrowicia Njegosza (1841–1921), króla Czarnogóry, i jego żony, Mileny Vukotić (1847–1923).
Anastazja rozwiodła się ze swoim pierwszym mężem, Jerzym Maksymilianowiczem, szóstym księciem Leuchtenbergu (1852–1912), w 1906 roku. Para miała dwójkę dzieci, syna Sergieja (1890–1974) i córkę Elenę (1892–1971). Sześć miesięcy później, w 1907 roku, wyszła za mąż za wielkiego księcia Mikołaja Mikołajewicza Romanowa (1856–1929), nie doczekali się dzieci. Obydwaj mężowie byli wnukami Mikołaja I (1796–1855), cara Rosji.
Razem z mężem była głęboką wyznawczynią prawosławia, z tendencją do mistycyzmu. W związku z tym, że Czarnogórcy byli Słowianami, antytureckimi mieszkańcami Bałkanów, Anastazja wpajała Mikołajowi panslawistyczne tendecje.
Anastazja i jej mąż uciekli z Rosji przed bolszewikami w 1919 roku na brytyjskim okręcie wojennym HMS Marlborough. Osiedlili się na krótko we Włoszech i później we Francji, zimy spędzali na Lazurowym Wybrzeżu.